# 永久模鑄造法

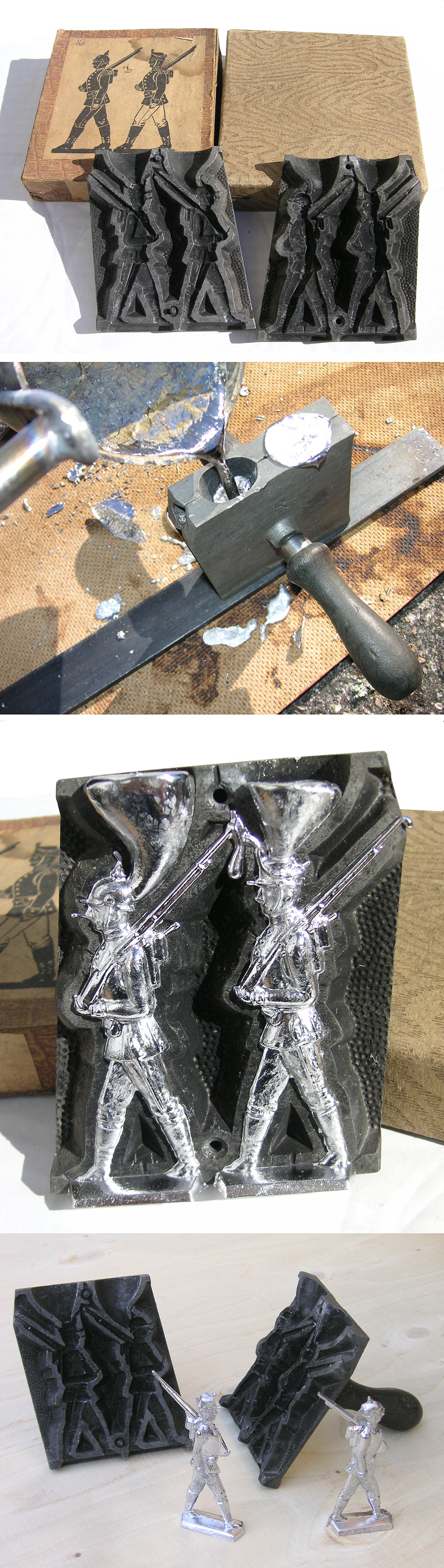
Permanent mold casting

永久模鑄造是利用可重複使用的模具（即所謂的「永久模」，一般以金屬製成）的金屬鑄造製程。利用重力填充模具是最常見的方法，稱為重力鑄造，不過也有使用氣壓或真空的製程。重力鑄造還有一種變化形式，稱為瀝鑄法，用以產生中空鑄件。常用的鑄件金屬包含鋁、鎂及銅合金。其他材料如錫、鋅及鉛合金，還有鋼、鐵也會使用石墨模具進行鑄造。
典型的零件包括栓槽、輪圈、齒輪、齒輪箱、管配件、燃油噴射系統外殼、車輛引擎活塞。

## 製程
永久模鑄造有4種主流製程：瀝鑄、真空鑄造、重力鑄造、低壓鑄造。

#### 模具
鑄造用模具通常分成兩半，一般以灰口鑄鐵製作，因為它的金屬疲勞特性極佳，但是也有使用鋼、青銅、石墨的例子。之所以選用這些材料，是因為它們的抗蝕能力和金屬疲勞特性。它們通常不會很複雜，因為這些模具不會塌陷以補償縮水；而且需要在毛胚一固化後就打開模具，以免發生熱裂。需要使用模仁的時候，通常是用砂或金屬製作模仁。
如上所述，在第一次鑄造循環前先預熱模具，然後連續進行鑄造製程，在各個鑄造循環間盡可能維持溫度恆定。這樣可以減少金屬疲勞、促進金屬流動、且有助於控制鑄件金屬的冷卻速率。
排氣通常可藉由兩半模具之間的微小縫隙進行，如果不夠的話，還可以設置非常小的排氣孔，讓空氣可以通過，但是熔融金屬不行。用冒口補償縮水是必須的，然而冒口的設計常常使材料利用率低於60%。
如果使用脫模劑還不足以讓毛胚容易移出模具，常常會用頂出銷一類的元件。這些銷會設置在模具各處，而且會在毛胚表面留下圓形的小印痕。

### 瀝鑄
瀝鑄是另一種永久模鑄造方法，用來製作中空毛胚或中空鑄件。先將材料倒進模具，然後讓它冷卻，直到材料在模具內形成一個殼，接著將殘留的液體倒出來，留下中空的殼件。這種製程產生的毛胚具有良好的表面，但是殼厚不均勻。本製程常用低熔點材料來鑄造裝飾品，像是燭台、燈座、雕像。
本方法在1893年由William Britain開發，當時用來生產鉛製玩具兵。它使用的材料比實心鑄件少，而且可以得到更輕、更便宜的產品。然而，如果製程中倒出的液體過多，中空鑄件常常會出現小洞。

### 真空鑄造
真空鑄造的鑄件具有LLPM鑄件所有的優點，而且溶解的氣體更少，因此熔融金屬更為乾淨。這種製程可以處理薄壁外型，同時提供極佳的表面粗糙度。一般而言，其鑄件的機械性質約比重力永久模鑄件好上10%到15%。然而這種製程的鑄件有0.2kg到5kg的重量限制。

### 重力鑄造
先將模具預熱到150℃-200℃，如此可以讓流體流動較為順暢，減少毛胚的缺陷。接著，在模穴塗布隔熱材料或脫模劑，避免毛胚黏在模具上，藉以延長模具壽命。然後安裝砂心或金屬模仁，並且將模具緊閉。接著將熔融金屬液倒進模具裡。固化後，開啟模具並移除毛胚，以降低發生熱裂的機會。然後製程會整個重頭再來一次，只是不需再預熱，因為前一個毛胚留下的熱還足夠，而隔熱材料應該還夠用幾個毛胚。本製程常用在大量生產的工件，一般會用自動化設備來塗抹模具、傾注金屬、移除毛胚。
為了使發生裂痕和空孔的機率降到最低，盡可能在較低的溫度傾注金屬。傾注溫度範圍端視毛胚材料而定；例如鋅合金會在大約370℃的溫度傾注，而灰口鑄鐵則加熱到約1,370℃再進行傾注。

### 低壓鑄造

低壓永久模鑄造製程的示意圖

低壓永久模(LPPM)鑄造使用低壓氣體（一般介於3PSIg到15PSIg）來把熔融金屬推進模穴裡。參照示意圖，此壓力施加在金屬池上，迫使熔融金屬沿著隔熱傾注管向上，最後流進模具底部。傾注管伸到盛桶底部，所以被推進模具裡的材料非常乾淨。這種製程不需要冒口，因為所施加的壓力會迫使熔融金屬補償縮水。它的材料利用率一般會超過85%。而且因為沒有冒口，在傾注管內的熔融金屬會回到盛桶中供下次使用。
絕大部分的LLPM鑄件是鋁、鎂鑄件，但是也有一部份是銅合金。這種製程有個好處，因為壓力是固定的，填充模具所產生的紊流很小，所以氣孔和熔渣很少。此種鑄件比重力永久模鑄件的機械性質好一些，二者約有5%的差距。其缺點則是循環時間比重力永久模鑄件長。

## 優點和缺點
永久模鑄造法主要的優點是：模具可以重複使用、良好的表面粗糙度、良好的尺寸精度。
一般而言，尺寸在25mm以內，其公差是0.4mm，然後每多1公分再加0.02mm。如果該尺寸跨過分模線，則再加0.25mm 。典型的表面粗糙度介於2.5μm到7.5μm RMS。拔模角需2°到3°。壁厚的限制為3mm到50mm。常見鑄件大小從100g到75kg不等。可以透過改變模具壁厚、加熱或冷卻模具的某些部分，產生定向固化(Directional Solidification)。而且金屬模具的冷卻速率很快，能得到比砂模鑄造更細緻的晶粒結構。需形成底切(Undercut)的時候，還能用可抽離的金屬模仁，讓模具依然可以快速作動。
永久模鑄造法的缺點主要有3個：模具成本高、只能使用低熔點的熔融金屬進行鑄造、模具壽命短。
高模具成本導致永久模鑄造法在小批量生產上不具經濟效益。本製程用於鑄鋼或鐵等高熔點金屬的時候，模具壽命非常短；使用低熔點金屬時，模具壽命會長一些，但是常常受限於金屬疲勞、腐蝕，大約也只有10,000個到120,000個循環。影響模具壽命的因素有4個：模具材料、傾注溫度、模具溫度、模具結構。傾注溫度取決於鑄件金屬，傾注溫度愈高則模具壽命愈短。高傾注溫度同時也會導致縮水問題和較長的循環時間。模具溫度過低會產生滯流，模具溫度過高則會使循環時間變長，而且會加劇模具腐蝕。模具（或鑄件）的截面厚度差異很大的時候，模具壽命也會下降。

## 外部連結
- Animation: Kokillenguss-Verfahren （页面存档备份，存于）
- Toleranzen für Kokillenguss[永久]